# Sly Stone
Sly Stone, född Sylvester Stewart den 15 mars 1943 i Denton, Texas, död 9 juni 2025 i Los Angeles, Kalifornien, var en amerikansk sångare, musiker, låtskrivare och musikproducent. Mest känd blev han som frontfigur i bandet Sly and the Family Stone, ett band som spelade en viktig roll i utvecklingen av soul- och funkmusik på 1960- och 70-talen.

## Biografi

### Tidig karriär
Sylvester Stewart var det andra av fyra barn i familjen Stewart som växte upp i Vallejo, norr om San Francisco Bay Area. Efter att familjen flyttade från Dallas till Vallejo bildade Sylvester och hans bror Freddie samt deras systrar Rosie och Vaetta bandet The Stewart Four och som barn uppträdde de med gospelsång i Church of God in Christ – en av USA:s största kyrkor. 1952 släppte de en singel. Alla barn i familjen Stewart, förutom den äldsta systern Loretta, skulle senare komma att godkänna efternamnet Stone och bli medlemmar i Sly and the Family Stone.
Med åldern lärde sig Stone att spela flera olika instrument men till slut blev gitarren hans huvudsakliga instrument. Han blev medlem i flera band under high school-tiden. Ett av dessa var The Viscayes, en doo wopgrupp som förutom Stone och hans filippinske vän, Frank Arelano, enbart bestod av vita musiker. Det faktum att gruppen var mångkulturell gjorde att gruppen blev populär bland publiken. The Viscayes skulle senare inspirera Stones idé om en mångkulturell "Family Stone". The Viscayes släppte lokalt några singlar, exempelvis "Yellow moon" och "Stop what you are doing". Under samma period släppte Stone ett fåtal solosinglar under artistnamnet Danny Stewart.
I mitten av 1960-talet jobbade Sly Stone som DJ på radiostationen KDIA och som producent för skivbolaget Autumn records som jobbade med grupper från San Francisco, såsom till exempel The Beau Brummels och The Great Society. Under artistnamnet Sly Stone grundande han 1966 bandet The Stoners tillsammans med Cynthia Robinson på trumpet. Robinson blev året därpå en del av Sly and the Family Stone. Resten av den ursprungliga gruppen bestod av Freddie Stone (gitarr och sång), Larry Graham (bas och sång), Greg Errico (trummor), Jerry Martini (saxofon) och Rosie Stone (piano och kör). Till körsång anlitades gruppen Little Sister bestående av Sly Stones syster Vet Stone, Mary McCreary och Elva Mouton. Stone själv spelade gitarr, piano, munspel och några andra instrument. Deras debutsingel som Sly and the Family Stone var "I Ain't Got Nobody" som blev en stor lokal framgång för skivbolaget Loadstone Records.

### Framgången medSly and the Family Stone

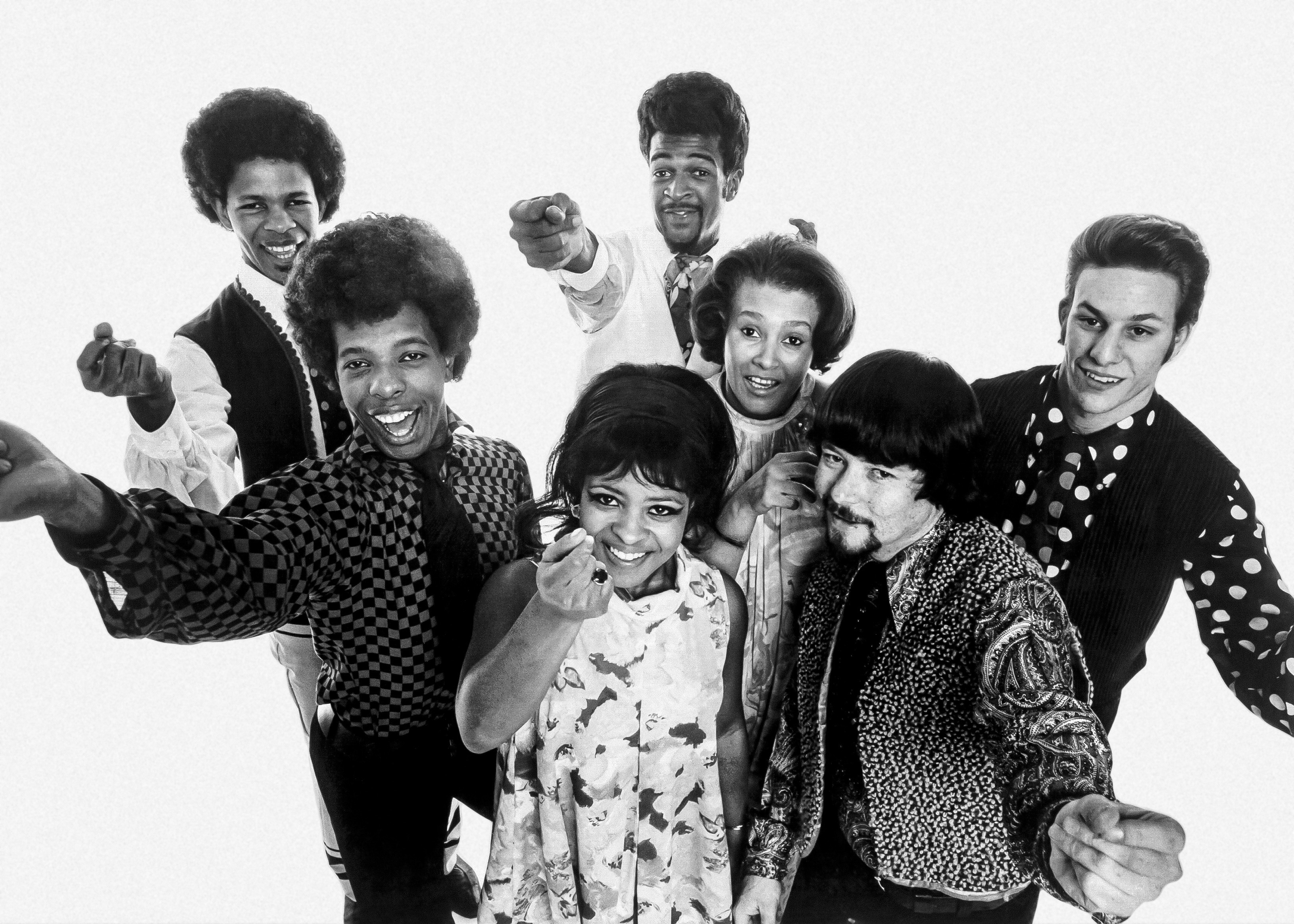
Sly and the Family Stone 1968. Sly Stone andra person från vänster.

I och med singeln som släpptes från Loadstone väcktes intresse för gruppen hos det betydligt större bolaget Epic Records som fick bandet att skriva kontrakt med dem. 
Efter ett måttligt mottagande av debutalbumet Whole New Thing 1967 fick gruppen sin första hit med låten "Dance to the Music" som senare kom att hamna på albumet med samma namn. Trots att deras tredje album, Life 1968 led av låga försäljningssiffror lyckades gruppen slå stort med sitt fjärde album, Stand! 1969 som såldes i tre miljoner exemplar världen över. Försäljningssiffrorna berodde sannolikt på skivans stora hitsingel, Everyday People.
Sommaren 1969 var Sly & the Family Stone ett av de största namnen inom musikbranschen då de släppte inte mindre än tre topp-5-hits. Innan året var slut spelade de på den numera legendariska Woodstockfestivalen.

### Personliga problem och motgångar
Hösten 1969 flyttade Sly Stone från San Francisco till Los Angeles. Bara någon månad senare bröt han ihop av stress. Ett sammanbrott med flera orsaker. Bland annat hade skivbolaget som bandet arbetade för begärt mer inspelat material, något som Stone inte kunde uppnå, och Svarta pantrarna och andra aktivistgrupper ville få hans musik att bli mer militant och syftade då på utvecklingen av Black Power (organisationen krävde att gruppens vita musiker, Errico och Martini, skulle sparkas). Dessutom talades det om andra konflikter i bandet.
När bandets femte album There's a Riot Goin' On släpptes (1971) fortsatte ryktena om oordning i bandet. Skivan var till stor del inspelad med dubbat material, då behövde inte alla medlemmar spela samtidigt. Stone spelade in de flesta låtarna till stor del själv, både vad gäller instrument och sång.
Bandets sammanhållning försämrades sakta men säkert och deras försäljningssiffror och popularitet gick stadigt utför. 1971 drog sig Greg Errico ur bandet och ersattes efter ett tag med Andy Newmark. Samma år blev basisten Larry Graham sparkad ur gruppen efter flera bråk med Stone. Han ersattes i början på 1972 med Rusty Allen. Albumen som följde, Fresh (1973) och Small Talk (1974), karakteriserades mindre av bandet och mer och mer av Sly Stone. Samtidigt hade bandets dåliga rykte om att inte ge allt på konserter fått bokare för diverse evenemang att helt enkelt undvika att boka dem, och efter en katastrofalt framträdande på Radio City Music Hall i New York 1975 splittrades bandet definitivt.

### Åren efter splittringen
Sly Stone spelade efter splittringen in fyra album som soloartist, men bara High on you (1975) släpptes under hans namn, de andra tre släppte han under bandnamnet Sly and the Family Stone. Ytterligare samarbetade han också ett tag med musikkollektivet Funkadelic på The Electric Spanking of War Babies (1981) men han var inte tillräckligt stark för att på nytt sätta ordentlig fart på sin karriär.
Sommaren 1984 gjorde Stone en kort turné med Bobby Womack och han fortsatte att göra en del sporadiska uppträdanden för samlingar och andra artisters inspelningar.
1987 släppte Sly singeln "Eek-a-Boo" som också var med på soundtracket till filmen Soul Man. Samma år arresterades han i Decatur, Illinois efter att ha hittas med kokain. Efter att ha släppts fri tog Stone in på behandlingshem och blev isolerad från allmänheten. Trots det fortsatte han att göra ytterligare några framträdanden inom musiken. 1990 gjorde han en energisk sånginsats på Earth, Wind & Fire-singeln "Good Time" och 1991 spelade han tillsammans med det japanska bandet 13CATS in en cover på Sly and the Family Stone-låten "Thank You (Falettinme Be Mice Elf Again)". År 1993 gjorde han ett framträdande i samband med att Sly and the Family Stone valdes in i Rock and Roll Hall of Fame. Framträdandet han gjorde med sitt forna band var överraskande (inte ens de andra bandmedlemmarna hade trott att han skulle ställa upp). 
2003 bjöd de sex medlemmarna från Sly and the Family Stone in honom till inspelningen av ett nytt album, men Sly Stone avböjde. Under Grammy Awards 2006 genomfördes en tribute för Sly and the Family varpå Sly Stone genomförde sitt första liveframträdande sedan 1987. Följande år gjorde han med jämna mellanrum ett par kortare liveframträdanden med Family Stone och andra.
År 2023 släpptes Stones självbiografi Thank You (Falettinme Be Mice Elf Agin). Han avled 2025, 82 år gammal.

## Privatliv
Sly Stone var gift med Kathleen Silva i fem månader 1974. De gifte sig den 5 juli på scen under en konsert med Sly & the Family Stone på Madison Square Garden inför en publik på 20 000 personer, men skildes redan den 30 oktober samma år efter att Slys pitbull överföll deras son, Sylvester Bubba Ali Stewart Jr. Dessförinnan hade hela familjen – Sly, Kathleen och Sly Jr – tillsammans poserat på omslaget till Sly & the Family Stones album Small Talk. Sly fick också en dotter, Sylvette Phunne Robinson, tillsammans med bandkollegan Cynthia Robinson.